# IC 2901
IC 2901 је спирална галаксија у сазвјежђу Лав која се налази на листи објеката дубоког неба у Индекс каталогу.
Деклинација објекта је + 12° 42' 1" а ректасцензија 11h 31m 32,1s. Привидна величина (магнитуда) објекта IC 2901 износи 17,1 а фотографска магнитуда 17,9. IC 2901 је још познат и под ознакама NPM1G +12.0279, PGC 1414499.